# Heteropolygonatum ogisui
Heteropolygonatum ogisui là một loài thực vật có hoa trong họ Măng tây. Loài này được M.N.Tamura & J.M.Xu mô tả khoa học đầu tiên năm 2001.